# Canelones (cidade)
Canelones é uma cidade do Uruguai, capital do departamento de Canelones.

## Localização
O município faz parte da Região metropolitana de Montevidéu, estando a 45 km de Montevidéu. É considerada uma cidade dormitório, pois a maior parte de sua população trabalha ou estuda na capital uruguaia.

## História
Os primeiros moradores se instalaram na cidade por volta de 1726, a partir de 1774, chegaram imigrantes espanhóis de origem das Ilhas Canárias e da Galiza e no final do século XIX vieram os imigrantes italianos para cultivar uvas e fabricar vinhos.
O município foi criado pela Lei nº 18.653, de 15 de março de 2010, e faz parte do departamento de Canelones. Seu território inclui os distritos eleitorais CAA e CNA desse departamento. É uma área cuja principal atividade econômica é a laticínios e a horticultura.
Segundo o governo Canelones, o município tem uma população de 27.338 habitantes, o que representa 5,6% da população total do departamento, e é uma população que tende a envelhecer mais rapidamente do que a departamental. No interior do município, podem ser diferenciadas três áreas: por um lado, a cidade de Canelones, que além de ser a sede do município, é a capital do departamento, com uma realidade urbana, suburbana e rural; depois, a área de Juanicó, com uma população de características nitidamente rurais e com uma realidade social e cultural própria; a terceira zona corresponde a outras áreas rurais localizadas no entorno da cidade de Canelones, onde abundam as fazendas, quintas, vinhas e fazendas leiteiras.
Sua superfície é de 226 km².
As seguintes cidades fazem parte do município:
canelone
Juanicó
Bairro Remanso
Parada cabrera
Villa Arejo
Palomeque Pass
Espinosa Pass

## Pessoas Ilustres
- Diego Lugano - futebolista
- Máximo Tajes - ex presidente do Uruguai (1886-1890)
- Francisco Juanicó -  precursor da indústria do vinho uruguaio.